# 張㫋
張旃（1566年—1604年），字以立，號禹門，山東濟南府濱州軍籍，青州府諸城縣人，明朝政治人物。

## 生平
萬曆七年（1579年）己卯科山東鄉試第十六名舉人，三十二年（1604年）中式甲辰科會試第三十五名，三甲第一百四十六名進士。工部觀政，同年未仕而卒。

## 家族
曾祖張勗，縣主簿；祖父張孟繡，教授，贈南京戶部郎中；父張延庭，嘉靖三十四年舉人，陝西苑馬寺少卿兼陝西按察司僉事。母劉氏；繼母王氏、黑氏。慈侍下。